# Coprophanaeus pecki
Coprophanaeus pecki là một loài bọ cánh cứng trong họ Bọ hung (Scarabaeidae).